# Honey
Honey es una localidad del estado mexicano de Puebla. Es cabecera del municipio de Honey.

## Demografía
| Censo | Población |
| ----- | --------- |
| 1900  | 735       |
| 1910  | 756       |
| 1921  | 198       |
| 1930  | 360       |
| 1940  | 812       |
| 1950  | 867       |
| 1960  | 742       |
| 1970  | 861       |
| 1980  | 955       |
| 1990  | 943       |
| 1995  | 1118      |
| 2000  | 1044      |
| 2005  | 1070      |
| 2010  | 1131      |
| 2020  | 1122      |